# Васил Сантуров
Васко Димитров Сантуров е бивш български футболист, защитник.
Играл е за Загорец, Сливен, Черно море, Автотрейд, Светкавица и Антибиотик-Лудогорец (Разград). В А група има 251 мача и 24 гола. Носител на купата на страната през 1990 г. със Сливен. В евротурнирите е изиграл 4 мача за Сливен (2 в КНК и 2 в турнира за купата на УЕФА). За националния отбор има 4 мача. От лятото на 2006 г. живее в Кипър, треньор е в детско-юношеската школа на Алки (Лимасол).

## Статистика по сезони
- Загорец – 1980/81 – В група, 9 мача/1 гол
- Загорец – 1981/82 – В група, 17/2
- Загорец – 1982/83 – Б група, 29/4
- Сливен – 1983/84 – А група, 24/3
- Сливен – 1984/85 – А група, 27/2
- Сливен – 1985/86 – А група, 28/3
- Сливен – 1986/87 – А група, 30/4
- Сливен – 1987/88 – А група, 21/2
- Сливен – 1988/89 – А група, 26/2
- Сливен – 1989/90 – А група, 27/3
- Сливен – 1990/91 – А група, 25/2
- Сливен – 1991/92 – А група, 20/1
- Черно море – 1992/93 – Б група, 37/6
- Черно море – 1993/94 – А група, 23/2
- Автотрейд – 1994/95 – В група, 31/5
- Автотрейд – 1995/96 – В група, 29/6
- Автотрейд – 1996/97 – Б група, 33/2
- Светкавица – 1997/98 – Б група, 25/4
- Антибиотик-Лудогорец – 1998/ес. - Б група, 4/0
- Черно море – 1998/ес. - Б група, 10/1